# Pièce de 10 francs Génie de la Bastille
Pour les articles homonymes, voir 10 francs.
La Dix francs type Génie de la Liberté est une pièce de monnaie de dix francs français, créée en 1988 pour remplacer la pièce de 10 francs Mathieu (trop lourde et ayant trop de faux en circulation) et la pièce de 10 francs République de Joaquin Jimenez (dont le diamètre et la couleur ressemblaient à la pièce de 1/2 franc).
Sur l'avers est représenté Le Génie de la Liberté, une sculpture en bronze doré d'Auguste Dumont qui orne le sommet de la colonne de Juillet. La colonne fut élevée sur la place de la Bastille à Paris en commémoration des Trois glorieuses du mois de juillet 1830.

## Description
Les caractéristiques de la pièce sont fixées dans un arrêté du 9 mars 1988.
- Face : la statue du Génie de la Liberté telle qu'elle apparaît au sommet de la colonne de Juillet, Place de la Bastille à Paris. Le Génie est encadré par les deux lettres R.F.
  - Différent de l'Atelier de gravure des monnaies et médailles (AGMM).
- Revers : la valeur faciale, 10 F, le millésime, en légende la devise « LIBERTÉ ÉGALITÉ FRATERNITÉ ».

Première pièce courante française à utiliser le bi-métallisme, cette caractéristique n'a pas vraiment freiné les faussaires puisque 2 ans après sa mise en circulation de fausses pièces apparaissent. On estimerait officieusement à 1% le nombre des pièces fausses en circulation en 1995.

## Frappes courantes
| millésime | tirage      | remarques                                                                                 |
| --------- | ----------- | ----------------------------------------------------------------------------------------- |
| 1988      | 1 850       | essai                                                                                     |
| 1988      | 144 718 000 |                                                                                           |
| 1989      | 249 964 000 |                                                                                           |
| 1990      | 249 990 000 |                                                                                           |
| 1991      | 249 927 000 |                                                                                           |
| 1992      | 99 966 000  |                                                                                           |
| 1995      | 15 011      | À partir de cette année, le différent de droite est une abeille et remplace le dauphin.   |
| 1996      | 12 013      |                                                                                           |
| 1997      | 15 000      |                                                                                           |
| 1998      | 25 000      |                                                                                           |
| 1999      | 25 500      |                                                                                           |
| 2000      | 28 065 000  |                                                                                           |
| 2001      | 125 000     | À partir de cette date, le différent de droite est un fer à cheval et remplace l'abeille. |

## Frappes commémoratives
| millésime | tirage | remarques                                     |
| --------- | ------ | --------------------------------------------- |
| 1989      | 15 000 | Dix francs Montesquieu uniquement en BU et BE |

## Sources
- René Houyez, Valeur des Monnaies de France, éditions GARCEN.